# Zagorzyn (województwo małopolskie)
Zagorzyn – wieś w Polsce położona w województwie małopolskim, w powiecie nowosądeckim, w gminie Łącko. W latach 1975–1998 miejscowość należała administracyjnie do województwa nowosądeckiego.

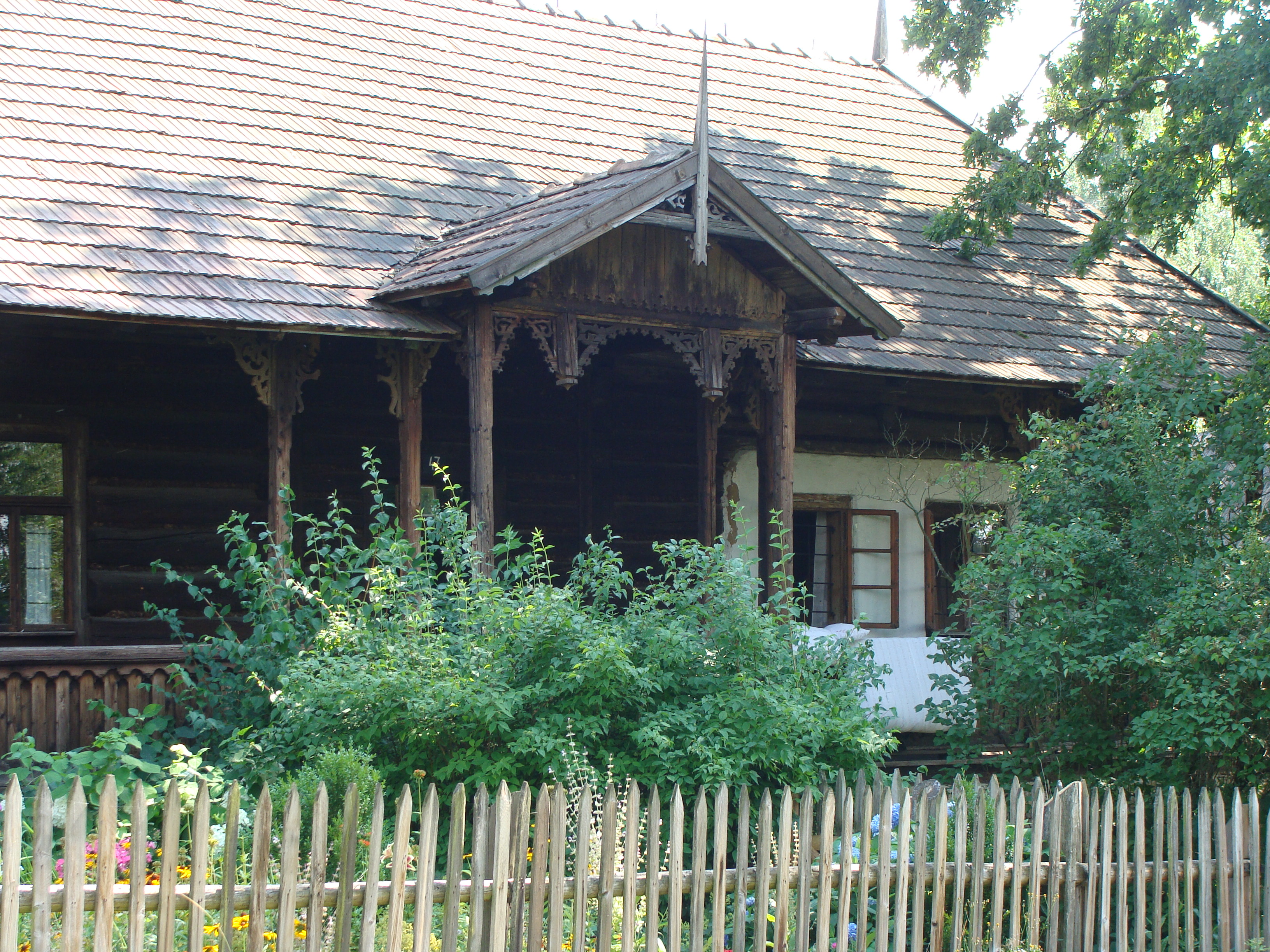
Chałupa posła Wincentego Myjaka w Zagorzynie. Obecnie budynek znajduje się w Sądeckim Parku Etnograficznym w Nowym Sączu

Miejscowość znajduje się na południowych krańcach Beskidu Wyspowego. Pola i zabudowania rozłożone są w dolinie potoku Czarna Woda i u południowych podnóży wzniesień Skalica (623 m) i Piechówka (623 m) oraz na północnym stoku pasma Byniowej (Połom 688 m n.p.m.). Przez Zagorzyn przechodzi droga z Łącka do Woli Kosnowej.
W Zagorzynie znajduje się Zespół Szkolno-Gimnazjalny oraz działa Ochotnicza Straż Pożarna.

## Ochotnicza Straż Pożarna
Ochotnicza Straż Pożarna w Zagorzynie powstała w 1935 roku i włączoną do Krajowego systemu ratowniczo-gaśniczego posiada na wyposażeniu cztery  samochody bojowe tj. SLRr Nissan Pickup, Jelcz 325 GCBA 6/32 oraz Mercedes Benz 1120 GBARt 2/20 oraz  SLBUs Opel Vivaro.

## Części wsi
Integralne części wsi Zagorzyn:
przysiółkiBucze, Byniowa Zagorzyńska, Dziołek, Glinek, Podłazie, Równica, Wyłupki
części wsiJawory, Kaczory, Karczma, Kolonia, Łąkcie, Podkraje, Pod Piechówką, Podskalice, Szczepanówka, Śmietana, Tłuczek, Turki, Turkówka, Wygon, Wysopole, Zagrody, Za Paryją, : Os.Słoneczne,Os.Ciche

## Osoby związane z Zagorzynem
- Wincenty Myjak – działacz ruchu ludowego, poseł do sejmu galicyjskiego i parlamentu wiedeńskiego[9].
- Stanisław Czepielik – polski Generał Brygady.
- Jan Myjak-Myjkowski – działacz ruchu ludowego w Galicji, poeta ludowy.
- Norbert " Norbi" Basta - szef Roldrobu